# Amutria

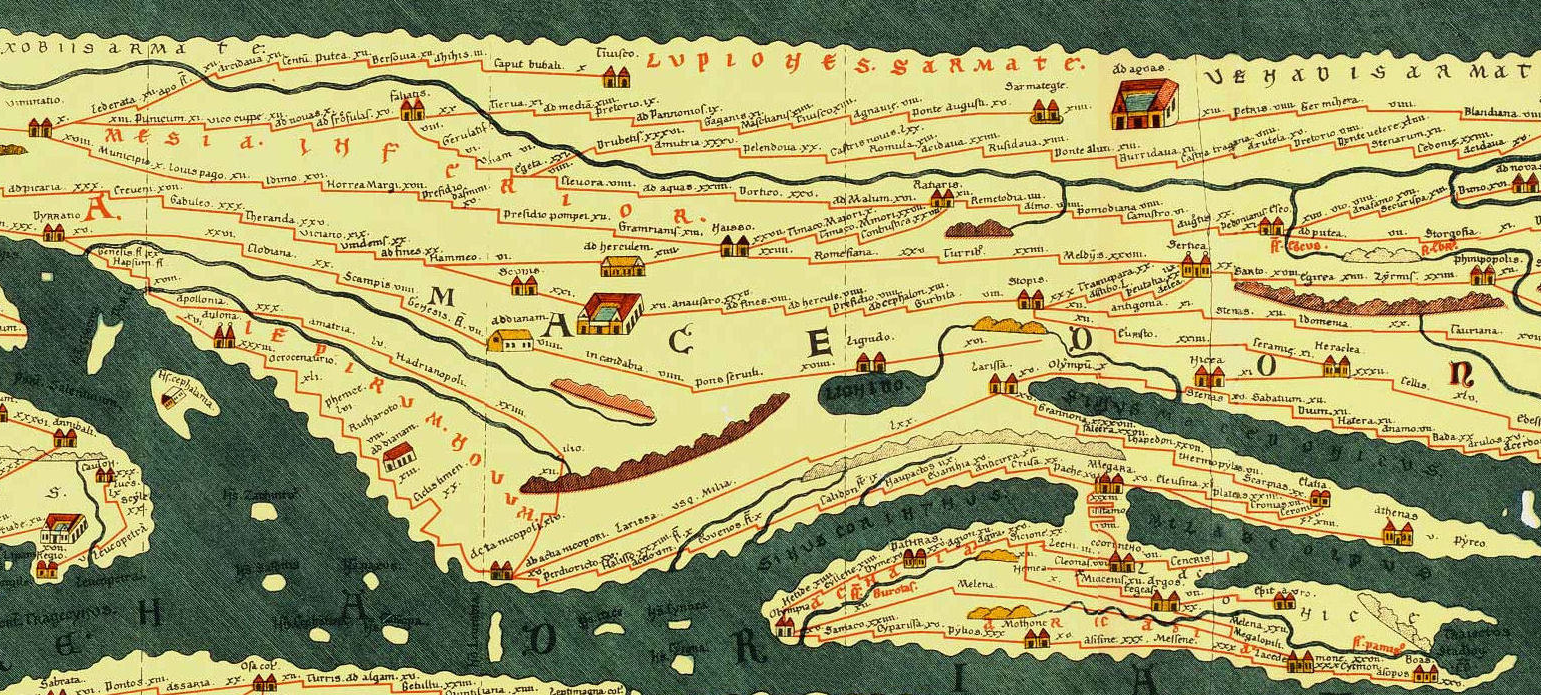
Amutria pe Tabula Peutingeriana (sus în centru)

Amutria (Amutrion, Amutrium, Admutrium, Ad Mutrium, Ad Mutriam, greacă Ἀμούτριον) a fost o cetate dacică în apropierea Dunării care a fost inclusă în rețeaua de drumuri imperiale după cucerirea romană a Daciei.